# Anthony Bowens
Anthony Bowens (Nutley, Nueva Jersey, 18 de diciembre de 1990) es un luchador profesional estadounidense. Actualmente trabaja para la empresa All Elite Wrestling (AEW), donde es miembro de The Acclaimed. Entre sus logros, destaca un reinado como Campeón Mundial en Parejas de AEW junto a Max Caster, y uno y el más largo como Campeón Mundial de Tríos de AEW.

## Primeros años
Anthony Bowens nació el 18 de diciembre de 1990 en Nutley, Nueva Jersey. Asistió a la escuela secundaria Nutley High School y a la Universidad Estatal de Montclair. Fue jugador de béisbol «durante once años», jugando para Montclair State y la Universidad Seton Hall, trabajando dos temporadas con cada uno para los Pirates y los Red Hawks. Fue descubierto por el luchador profesional Santino Marella, quien le preguntó si alguna vez había pensado en practicar lucha libre profesional. Comenzó a prepararse para este deporte bajo la enseñanza de Pat Buck.

## Carrera

### Inicios (2012-2016)
Bowens comenzó a entrenar en 2012 e hizo su debut como luchador profesional en 2013. En noviembre de 2016, sufrió una conmoción cerebral durante un combate en WWE NXT.

### Circuito independiente (2016-2022)
Una vez recuperado de su lesión, Bowens se dedicó a trabajar prolíficamente para promociones de lucha libre independientes triestatales y de Nueva Inglaterra, como Combat Zone Wrestling y Beyond Wrestling, y al mismo tiempo hizo apariciones para Global Force Wrestling y Total Nonstop Action Wrestling. Capturó el Campeonato de Peso Pesado de WrestlePro dos veces entre 2016, y 2017. El 21 de enero de 2017, retó a Drew Galloway a una lucha por el Campeonato Mundial de Peso Pesado de WCPW en el evento Battle Club Pro's Fight Forever, donde fue derrotado. Dicho encuentro marcó la primera vez en que ese título fue defendido fuera de Reino Unido.

### All Elite Wrestling (2020-presente)
En noviembre de 2020, el presidente de All Elite Wrestling, Tony Khan, anunció que Bowens y Max Caster, habían firmado un contrato de cinco años con la promoción. El anuncio también indicó que Bowens y Caster competirían como equipo con el nombre de The Acclaimed. En mayo de 2022, Bowens fue operado de la rodilla, lo que le dejó fuera de juego durante varios meses. No obstante, asistía a los shows de AEW y realizaba sus promos habituales, aunque no luchaba y usaba una silla de ruedas. Posteriormente, Caster se asoció con The Gunns, con quienes forjó una alianza. Bowens volvió de su lesión en Dynamite: Blood and Guts.

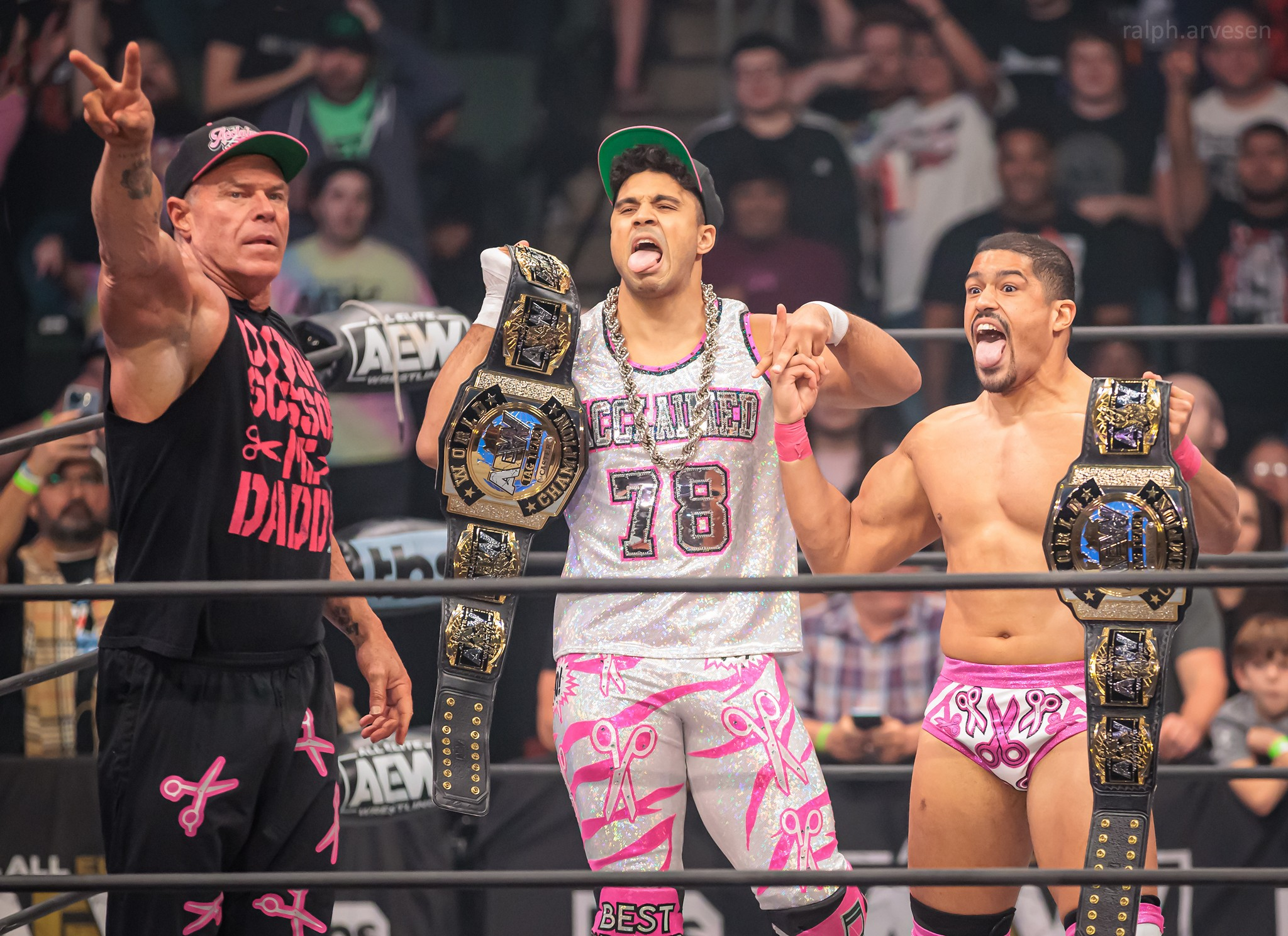
Billy Gunn, Max Caster y Bowens en 2022, durante su reinado como Campeones Mundiales en Parejas de AEW.

El 21 de septiembre de 2022 en AEW Grand Slam, The Acclaimed ganó los Campeonatos Mundiales en Parejas de AEW por primera vez. Esto convirtió a Bowens en el primer luchador abiertamente gay en convertirse en campeón de AEW. El 8 de febrero de 2023 en Dynamite: Championship Fight Night, Bowens y su compañero perdieron sus campeonatos ante The Gunns (Austin Gunn y Colten Gunn), terminando su reinado con 140 días. Durante este tiempo, él y Caster formaron una alianza con Billy Gunn, el padre biológico de Austin y Colten. El 27 de agosto en All In, él, Castor, y Billy derrotaron a The House of Black para convertirse en los Campeones Mundiales de Tercias de AEW. El 21 de abril de 2024 en Dynasty: Zero Hour, los Campeones Mundiales en Parejas de Seis Hombres de ROH Bullet Club Gold (Jay White, Austin Gunn y Colten Gunn) derrotaron a Bowens, Castor, y Billy por el Campeonato Mundial de Tercias de AEW en una lucha de estipulación winner takes all de unificación para unificar ambos títulos. De esta forma se creó el Campeonato Mundial Unificado de Tríos, terminando su reinado con 238 días.

## Vida personal
Bowens es abiertamente gay. Es fanático de los San Francisco Giants, y anteriormente trabajó en el departamento de producción de estudio de MLB Network.

## Campeonatos y logros
- All Elite Wrestling
  - AEW World Tag Team Championship (1 vez) – con Max Caster
  - AEW World Trios Championship (1 vez) – con Max Caster y Billy Gunn
- Battle Club Pro
  - BCP Franchise Championship (1 vez)[29]
- Independent Wrestling Federation
  - IWF Junior Heavyweight Championship (1 vez)[30]
- New York Post
  - Luchador revelación masculino del año (2022) compartido con Max Caster[31]
- WrestlePro
  - WrestlePro Gold Championship (3 veces, actual)[32]
  - Dream 16 (2019)[33]
- Pro Wrestling Illustrated
  - Situado en el puesto n.º304 del PWI 500 en 2021[34]
- Wrestling Observer Newsletter
  - Most Improved (2022) con Max Caster como The Acclaimed[35][36]